# غلين إل. هنري
غلين إل. هنري (بالإنجليزية: Glenn L. Henry)‏ هو محامي وسياسي أمريكي، ولد في 25 أغسطس 1921، وتوفي في 23 يناير 2002. حزبياً، نشط في الحزب الديمقراطي. وقد انتخب عضو جمعية ولاية ويسكونسن.